# Chassaignes
Chassaignes é uma comuna francesa na região administrativa da Nova Aquitânia, no departamento Dordonha. Estende-se por uma área de 5,92 km². Em 2010 a comuna tinha 69 habitantes (densidade: 11,7 hab./km²).